# Evangelische Kirche Krombach

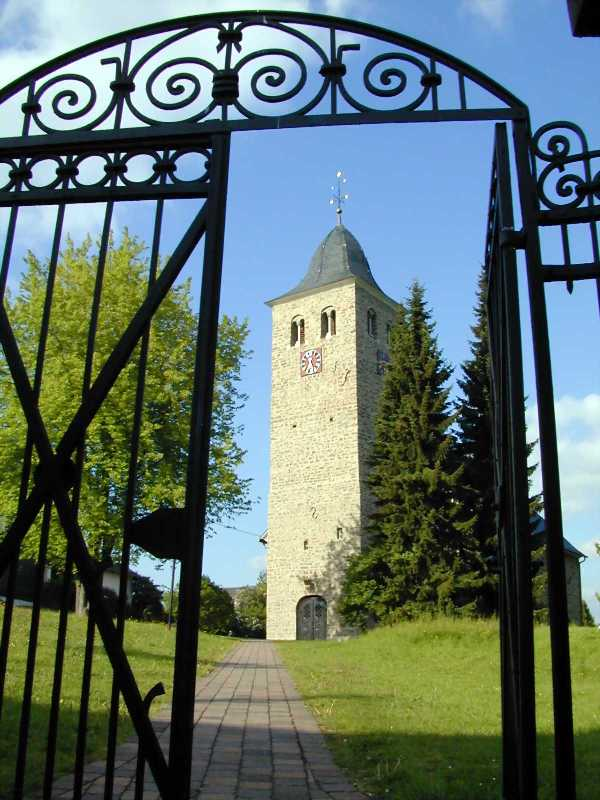
Evangelische Kirche

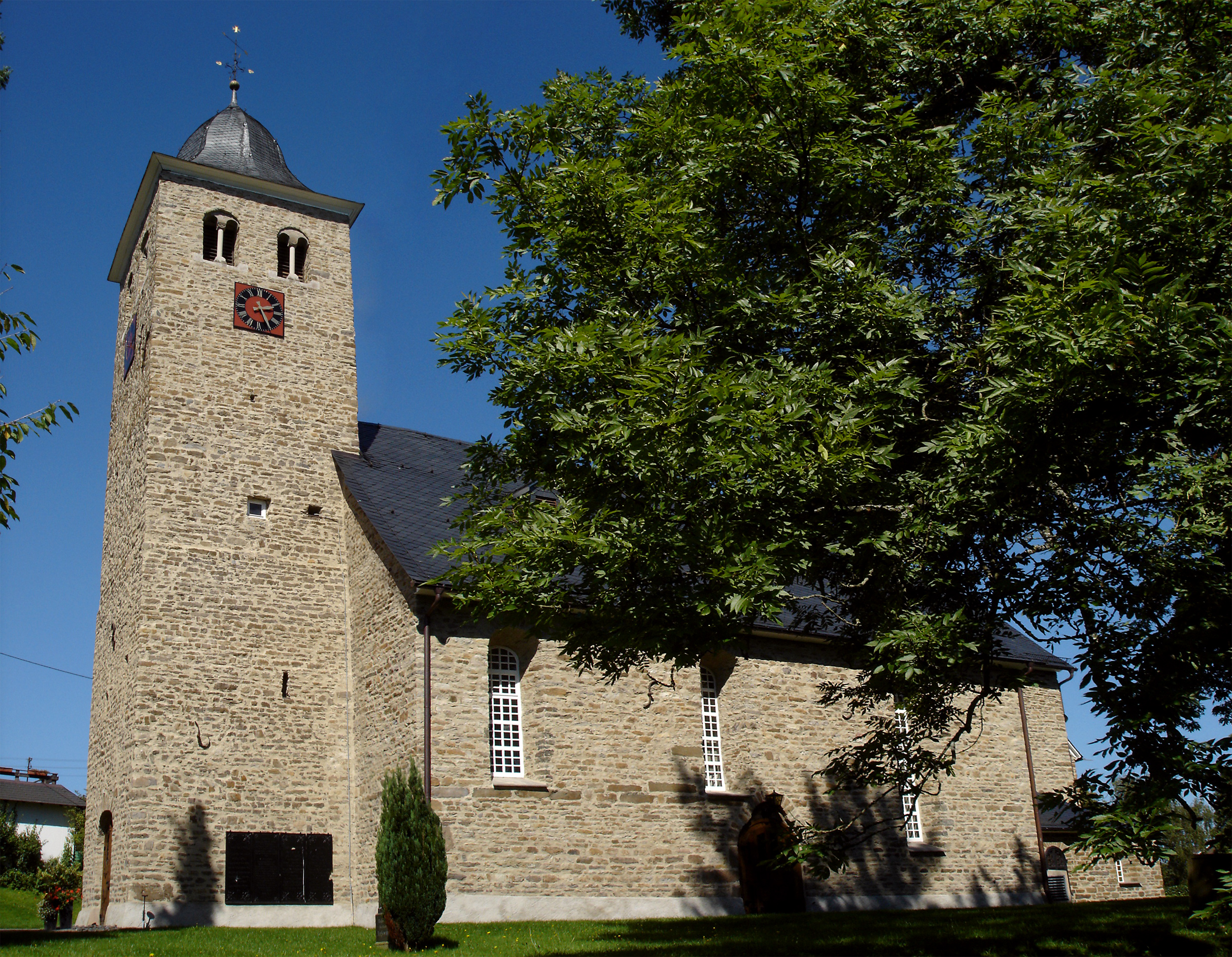
Seitenansicht

Die evangelische Pfarrkirche ist ein denkmalgeschütztes Kirchengebäude in Krombach, einem Stadtteil von Kreuztal im Kreis Siegen-Wittgenstein (Nordrhein-Westfalen).

## Geschichte und Architektur
Die einfache, spätromanische Hallenkirche wurde in der ersten Hälfte des 13. Jahrhunderts errichtet. Das Langhaus ist zweijochig, der Hauptchor ist einjochig mit halbrunder Apsis. Sie war ursprünglich dem Hl. Ludgerus geweiht. In die gerade schließenden Seitenschiffe sind halbrunde Nischen eingelassen. Die kuppeligen Gratgewölbe werden im Mittelschiff von schweren Viereckpfeilern mit Halbsäulenvorlagen getragen. Die Seitenschiffe und das westliche Halbjoch sind einhüftig gewölbt. Der Turm steht westlich.

## Ausstattung
- Die Ausmalung unter Verwendung aufgedeckter Ornamentreste erfolgte 1958
- Kanzel mit geschnitzten Füllungen von 1764
- Altartisch von 1781
- Reste eines spätgotischen Sakramentshäuschens sind in die Turmhalle eingebaut.[1]